# Бад-Кольгруб
Бад-Кольгруб (нім. Bad Kohlgrub) — громада в Німеччині, розташована в землі Баварія. Підпорядковується адміністративному округу Верхня Баварія. Входить до складу району Гарміш-Партенкірхен.
Площа — 32,66 км2. Населення становить 2878 ос. (станом на 31 грудня 2020).